# گیبرتی ۶۰۵۴
سیارک ۶۰۵۴ (به انگلیسی: 6054 Ghiberti، نامگذاری:4019P-L) شش هزار و پنجاه و چهارمین سیارک کشف شده‌است که در ۲۴ سپتامبر ۱۹۶۰ کشف شد.
قدر مطلق سیارک برابر ۱۴٫۲۰ است.